# Pascal Tsaty Mabiala
Pascal Tsaty Mabiala (ur. 28 listopada 1948 w Loudimie) – kongijski polityk, sekretarz generalny Panafrykańskiego Związku na rzecz Demokracji Społecznej, od 2017 roku lider opozycji w kongijskim parlamencie. W 1997 roku był ministrem obrony. Nieprzerwanie od 1992 roku jest deputowanym do Zgromadzenia Narodowego.

## Życiorys
W 1975 roku ukończył historię na Uniwersytecie Mariena Ngouabi. W październiku tego samego roku rozpoczął pracę jako historyk w technikum w Brazzaville. Następnie pracował dla Ministerstwa Edukacji Narodowej jako attaché przy Instytucie Badań i Działań Edukacyjnych oraz dyrektor ds. reformy oświaty. Od 1984 do 1989 roku pracował jako doradca ówczesnego premiera – Ange Edouarda Poungui.

### Kariera polityczna
W 1991 roku był jednym z założycieli partii Pascala Lissouby – Panafrykańskiego Związku na rzecz Demokracji Społecznej. W wyborach parlamentarnych w 1992 roku został wybrany deputowanym do Zgromadzenia Narodowego z okręgu Loudimia. Po zaprzysiężeniu został wybrany na członka prezydium Zgromadzenia Narodowego, na stanowisku II sekretarza.
W przyspieszonych wyborach parlamentarnych w 1993 roku uzyskał reelekcję. Po wyborach został szefem klubu UPADS w Zgromadzeniu Narodowym. 5 czerwca 1997 roku, podczas wojny domowej, został ministrem obrony w rządzie Bernarda Kolélasa. Był ministrem do końca ostatniego rządu podczas prezydencji Pascala Lissouby. 2 listopada 1997 roku Denis Sassou-Nguesso powołał nowy rząd, następcą Tsaty Mabiali został Pierre Oba.
W wyborach parlamentarnych, które odbyły się 26 maja i 23 czerwca 2002 roku był jednym spośród 3 deputowanych wybranych z list UPADS do Zgromadzenia Narodowego. 22 kwietnia 2006 roku wszedł w skład krajowej komisji przygotowującej Kongres Panafrykańskiego Związku na rzecz Demokracji Społecznej. 28 grudnia 2006 roku, podczas I nadzwyczajnego kongresu Panafrykańskiego Związku na rzecz Demokracji Społecznej Tsaty Mabiala został wybrany na sekretarza generalnego partii, zastąpił na tym stanowisku Christophe Moukouéké. W wyborach parlamentarnych w 2007 roku uzyskał reelekcję, kandydując ponownie w okręgu Loudima. Po wyborach w 2007 roku ponownie został przewodniczącym grupy parlamentarnej UPADS.
Pod koniec stycznia 2016 roku ogłosił iż w zbliżających się wyborach będzie się ubiegał o fotel prezydenta z ramienia Panafrykańskiego Związku na rzecz Demokracji Społecznej. Jego kandydatura wpłynęła do Sądu Konstytucyjnego 22 lutego 2016 roku. 24 lutego Sąd oficjalnie zatwierdził go jako kandydata. Ostatecznie zajął 4 miejsce, z wynikiem 65 025 głosów (4,67%).
27 grudnia 2017 roku decyzją Rady Ministrów został powołany na konstytucyjne stanowisko lidera opozycji.
Tsaty Mabiala nie zdecydował się na start w wyborach prezydenckich w 2021 roku, powołując się na błędy w organizacji wyborów. W wyborach do Zgromadzenia Narodowego w 2022 roku uzyskał reelekcję jako deputowany z okręgu Loudima w pierwszej turze.